# Чижев-Русь-Кольонія
Чижев-Русь-Кольонія (пол. Czyżew-Ruś-Kolonia) — село в Польщі, у гміні Чижев Високомазовецького повіту Підляського воєводства.
Населення — 137 осіб (2011).
У 1975-1998 роках село належало до Ломжинського воєводства.

## Демографія
Демографічна структура станом на 31 березня 2011 року:
|          | Загалом | Допрацездатний вік | Працездатний вік | Постпрацездатний вік |
| -------- | ------- | ------------------ | ---------------- | -------------------- |
| Чоловіки | 66      | 11                 | 43               | 12                   |
| Жінки    | 71      | 20                 | 36               | 15                   |
| Разом    | 137     | 31                 | 79               | 27                   |